# Sphaeranthula straeleni
Sphaeranthula straeleni is een Cerianthariasoort uit de familie van de Botrucnidiferidae. De wetenschappelijke naam van de soort is voor het eerst geldig gepubliceerd in 1955 door Leloup.